# Latau Island
Latau Island (auch Green Island) ist eine kleine, der Küste Neuirlands vor dem Kambotorosch Harbour vorgelagerte Insel, die zur Provinz New Ireland von Papua-Neuguinea gehört.
Etwas nördlich liegt die Insel Lambom Island.
Die Insel ist überwiegend von Flachland mit andesitischen Erhebungen und Korallenkalken geprägt.